# Muneji Munemura
Muneji Munemura (宗村 宗二 (Munemura Muneji?); 1º ottobre 1943) è un ex lottatore giapponese, specializzato nella lotta greco-romana.

## Palmarès

### Olimpiadi
- 1 medaglia:
  - 1 oro (Città del Messico 1968 nei pesi leggeri)